# Al-Shamal Sports Club (pallacanestro)
L' Al-Shamal Sports Club (نادي الشمال الرياضي in lingua araba), è una società professionistica di basket con sede nella città di Madinat ash Shamal, località nel nord del Qatar, che fa parte della società polisportiva dell'Al-Shamal Sports Club, attiva in vari sport come calcio, pallavolo, pallamano ed altri. La squadra prende parte alla massima competizione nazionale la Qatari Basketball League.
La squadra gioca le sue partite casalinghe presso l'Al-Rayyan Indoor Hall, una struttura che può ospitare fino a 2.000 spettatori.

## Storia
Il club è stato fondato nel 1980 con il suo attuale nome di Al-Shamal Sports Club, da un gruppo di appassionati di calcio e pallamano della piccola cittadina di Madinat ash Shamal.Inizialmente il club, infatti, schierava solo squadre di pallamano e calcio; negli anni successivi sono arrivate anche le altre sezioni sportive, tra cui anche quella della pallacanestro.
La squadra compete stabilmente nella massima divisione nazionale, la Qatari Basketball League, dopo aver ottenuto la promozione al termine della stagione 2012. L'Al-Shamal è riuscito a vincere, il titolo nazionale in due occasioni, consecutivamente nelle stagioni 2018-2019 e 2019-2020; queste due vittorie rappresentano anche i maggiori successi mai ottenuti dal club nella sua storia.
Il primo successo arrivò al termine della stagione 2018-2019; la squadra guidata in panchina da Hassan Hachad e trascinata in campo dal duo di giocatori della Georgia, Giorgi Tsintsadze e Mikheil Berishvili, concluse la stagione regolare al primo posto, in condivisione con altre due squadre, con un record di 12-4, ottenendo l'accesso per i play-off. Nelle semifinali per il campionato, si impose in entrambe le sfide contro il Qatar SC, arrivando così alla sfida finale, dove riuscì ad imporsi sull'Al-Arabi Doha, con il risultato di 80-77, vincendo la Qatari Basketball League per la prima volta nella storia del club.
La stagione successiva, con il roster della squadra rafforzato dalla presenza del playmaker del Libano Wael Arakji e dagli statunitensi, Mike Harris e Mike Efevberha, concluse la stagione regolare al secondo posto con 11 vittorie e 5 sconfitte; ma riuscì comunque a raggiungere la finale dove ebbe la meglio sull'Al-Gharafa, difendendo il titolo della stagione successiva.
Dopo aver concluso al secondo posto la stagione 2022-2023, a causa della sconfitta in finale contro l'Al-Rayyan Doha per 75-68, la squadra ha ottenuto la qualificazione alla FIBA West Asia Super League 2023-2024, come una delle due rappresentanti del Qatar.

## Palmarès

### Titoli nazionali
- Qatari Basketball League

Campioni (2): 2018-2019, 2019-2020

## Roster attuale
Il roster per la stagione 2024-2025 
|    | Naz.                                               | Ruolo | Sportivo              | Anno | Alt. | Peso |  |
| -- | -------------------------------------------------- | ----- | --------------------- | ---- | ---- | ---- |  |
| 0  | Stati Uniti (bandiera)                             | AG    | Emmanuel Egbuta       | 1996 | 201  | 99   |  |
| 1  | Stati Uniti (bandiera)                             | G     | Brandon Weatherspoon  | 2004 | 189  | 85   |  |
| 2  | Stati Uniti (bandiera)                             | G     | Makye Richards        | 1998 | 188  | 100  |  |
| 4  | Qatar (bandiera)                                   | PG    | Christian Casas       | 1996 | 175  | 82   |  |
| 10 | Qatar (bandiera) · Bosnia ed Erzegovina (bandiera) | AG    | Faris Avdic           | 1997 | 201  | 96   |  |
| 11 | Qatar (bandiera)                                   | PG    | Ghassan Hajar         | 2005 | 176  | 77   |  |
| 15 | Qatar (bandiera)                                   | C     | Mohammed Dawoud       | 1995 | 195  | 95   |  |
| 23 | Qatar (bandiera)                                   | G     | Jassim Al-Malki       | 2003 | 182  | 79   |  |
| 24 | Qatar (bandiera)                                   | AP    | Mohamed Hasan-Mohamed | 1991 | 191  | 88   |  |
| 58 | Qatar (bandiera)                                   | C     | Oussama Abdenacer     | 2005 | 201  |      |  |

### Staff tecnico
| Ruolo           | Nome                    |
| --------------- | ----------------------- |
| Capo Allenatore | Jesus Gutierrez         |
| Assistente      | Bassam Hassan Sayed Ali |

## Giocatori celebri
- Mohammad Abdullah
- Fadi Abilmona
- Ismail Hassam Omer
- Adam Al Abdulla
- Mansour El-Hadary
- Abdul Kosar
- Emir Mujkic
- Avdic Faris
- Souleye Mame
- Boney Watson
- Tyler Harris
- Williams Tyvon
- Tommy Smith
- Smith Tommy Lee
- Vincent Hunter
- Malcolm White
- Justin Monroe
- Mike Harris
- Mike Efevberha
- Lenny Daniel
- Terry Larrier
- Brian McKenzie
- Moses Ehambe
- Alvin Mofunanya
- Amin Abu Hawwas
- Daouda Egona
- Uchenna Iroegbu
- Mohamed Hachad
- Alioune Tew
- Giorgi Tsintsadze
- Mikheil Berishvili
- Wael Arakji
- Salem Omar
- Mohamed Harath
- Milko Bjelica
- Sami Bzai
- Aleksandar Mitrovic

## Allenatori
- Zoran Prelevic (2012-2015)
- Hassan Hachad (2015-2021)
- Mehran Shahintab (2022-2023)
- Jesus Gutierrez (2023-in carica)